# Valdelagua del Cerro
Valdelagua del Cerro är en kommun i Spanien.   Den ligger i provinsen Provincia de Soria och regionen Kastilien och Leon, i den nordöstra delen av landet, 210 km nordost om huvudstaden Madrid. Arean är 4,9 kvadratkilometer.
Terrängen i Valdelagua del Cerro är platt åt sydost, men åt nordväst är den kuperad.